# Килкилл

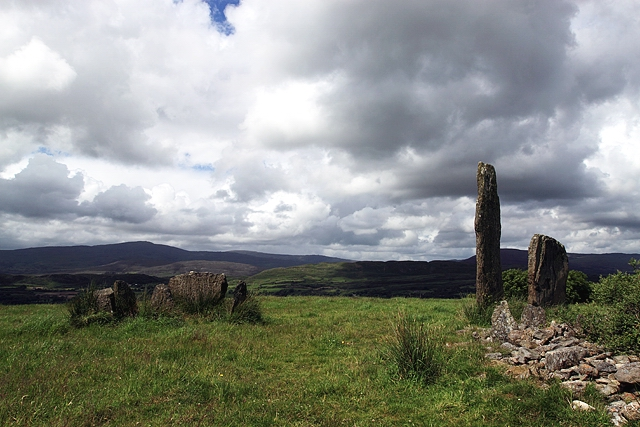
Местная достопримечательность, каменный круг

Килкилл (Калкилл; англ. Kealkill; ирл. An Chaolchoill) — деревня в Ирландии, находится в графстве Корк (провинция Манстер).